# Lago del Rey
El lago del Rey (en alemán Königssee) está localizado en el extremo sur de Alemania y en el sureste del estado federado de Baviera. Es un lago alargado, rodeado de altas montañas, que le dan la apariencia de un fiordo. Con una profundidad máxima de 190 m, es el tercer lago más profundo de Alemania. 

## Descripción
Su principal fuente es el arroyo Saletbach, que proviene del lago Superior (Obersee) situado a 600 metros al sudeste del lago del Rey. El lago del Rey, rico en truchas y destino turístico de mayor importancia, se encuentra dentro del municipio de Schönau del Lago del Rey, a 4 kilómetros al sur de Berchtesgaden.
Durante la última glaciación, flujos de hielo (glaciares) formaron el lago. La belleza del lago y de su costa fueron el impulso para la creación del Parque nacional de Berchtesgaden, que incluye la mayor parte del área del lago. En el lado oeste se alza la pared este del monte Watzmann, la tercera montaña más alta de Alemania. 
Al pie de esta montaña se encuentra la famosa Eiskapelle (capilla de hielo), una gruta de hielo abovedada, que se forma en los meses de verano y que es accesible por un sendero.
El lago del Rey contiene una isla rocosa de 1260 m², llamada Christlieger, que se encuentra a solo 250 m de la orilla norte. Se puede gozar de una vista panorámica del lago desde los puntos Feuerpalven, Archenkanzel y Malerwinkel (literalmente "esquina del pintor"). Sobre todo la vista desde Malerwinkel es famosa, pues varios pintores paisajistas han pintado el lago desde este punto.
Una empresa opera 18 botes eléctricos que navegan por el lago. Se utilizan botes eléctricos para evitar la contaminación del agua, que tiene fama de ser el agua más limpia de Alemania. Los primeros botes eléctricos comenzaron a surcar el lago en 1909 y hoy en día el más antiguo aún en funcionamiento data de 1920. En el año 2003 se introdujeron dos botes con casco de acero, los demás tienen casco de madera. Los botes zarpan del pueblo de Königssee, parte de Schönau, y hacen paradas en Kessel (solo por solicitud), St. Bartholomä y Salet, en el extremo sur del lago. A media distancia entre el pueblo de Lago del Rey y San Bartolomé, es costumbre que el operador del barco toque una trompeta, para que los turistas puedan escuchar los múltiples ecos generados por las altos acantilados que rodean el lago. St. Bartholomä es una pintoresca capilla de peregrinación localizada a orillas del lago. Era también lugar de un coto de caza de los reyes de Baviera.
Debido a su tamaño, es poco usual que la superficie del lago se congele durante el invierno. Esto ocurre por lo general solo una o dos veces por siglo. La última vez que se dio este evento fue en los meses de enero y febrero de 2006, cuando la superficie del lago permaneció congelada durante 29 días, con un espesor del hielo de hasta 4 dm. En estos días estuvo permitido caminar hasta St. Bartholomä por un camino marcado.

## Galería de fotos

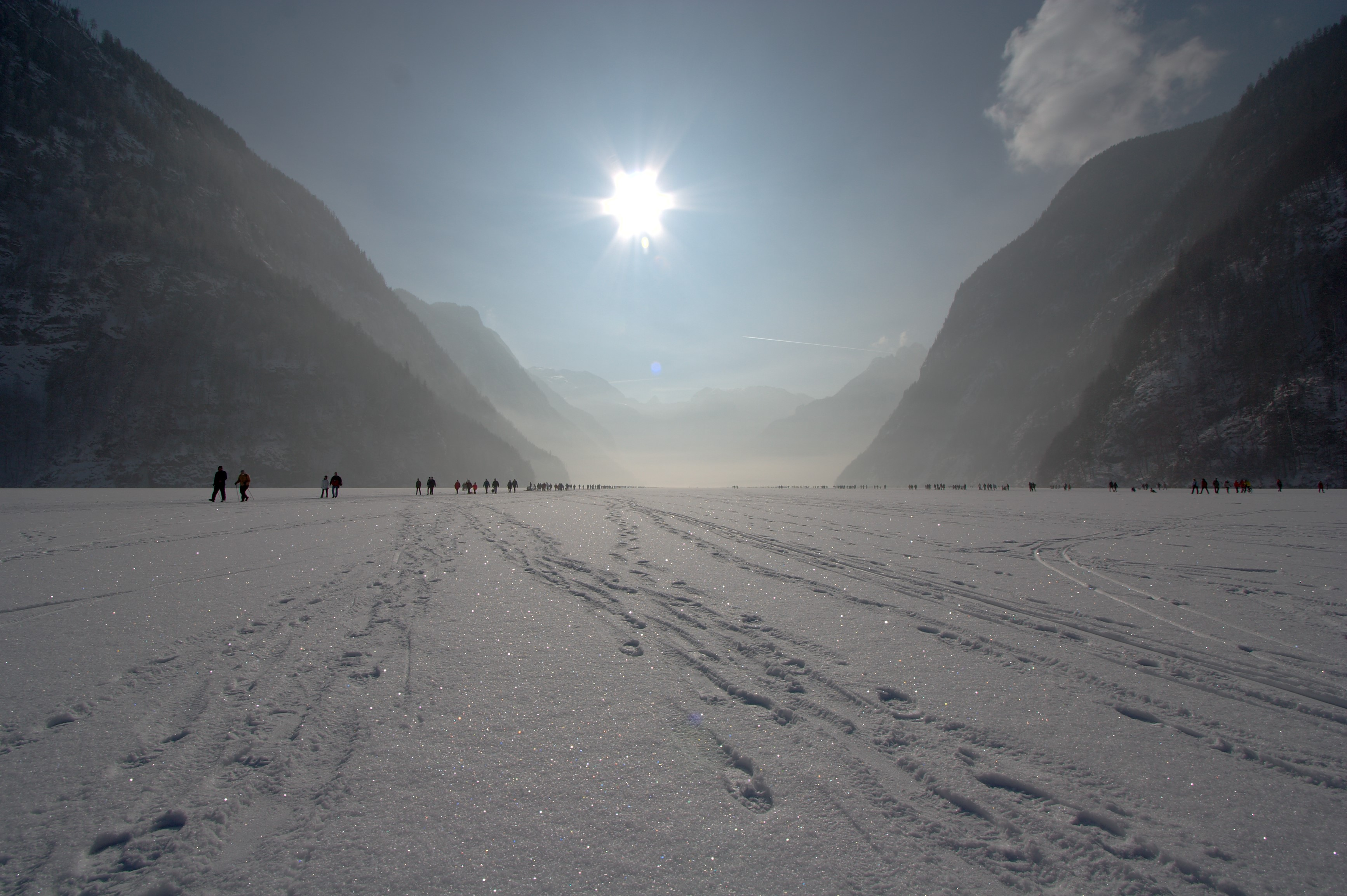
El lago del Rey congelado en 2006.
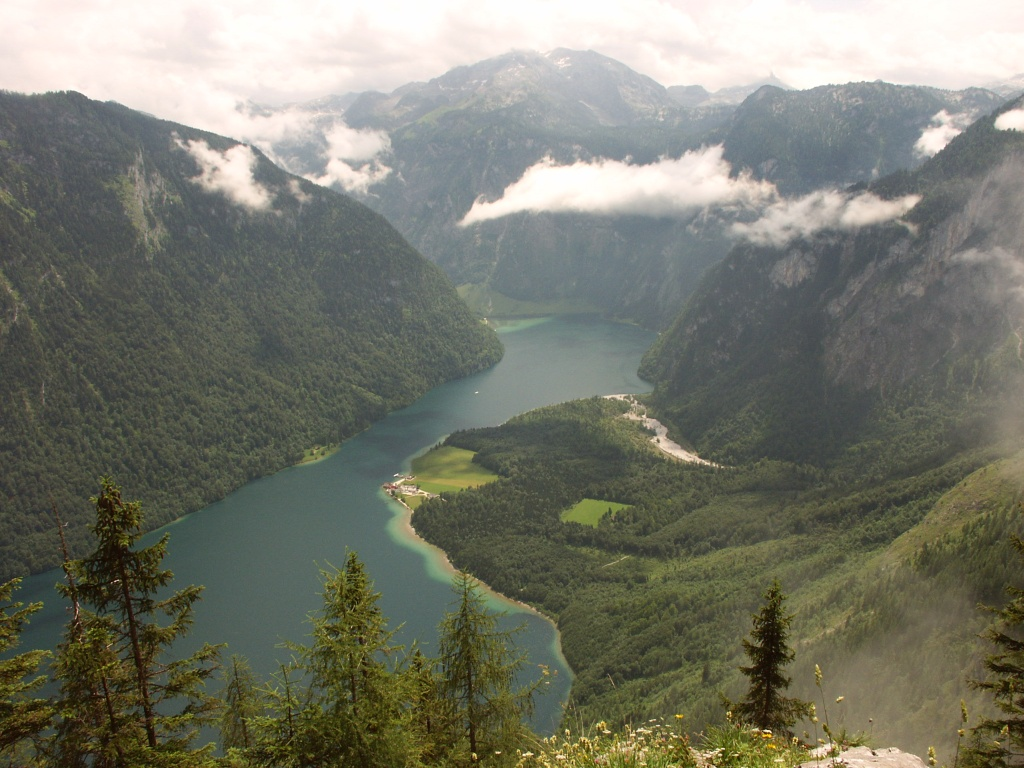
Vista desde Archenkanzel.
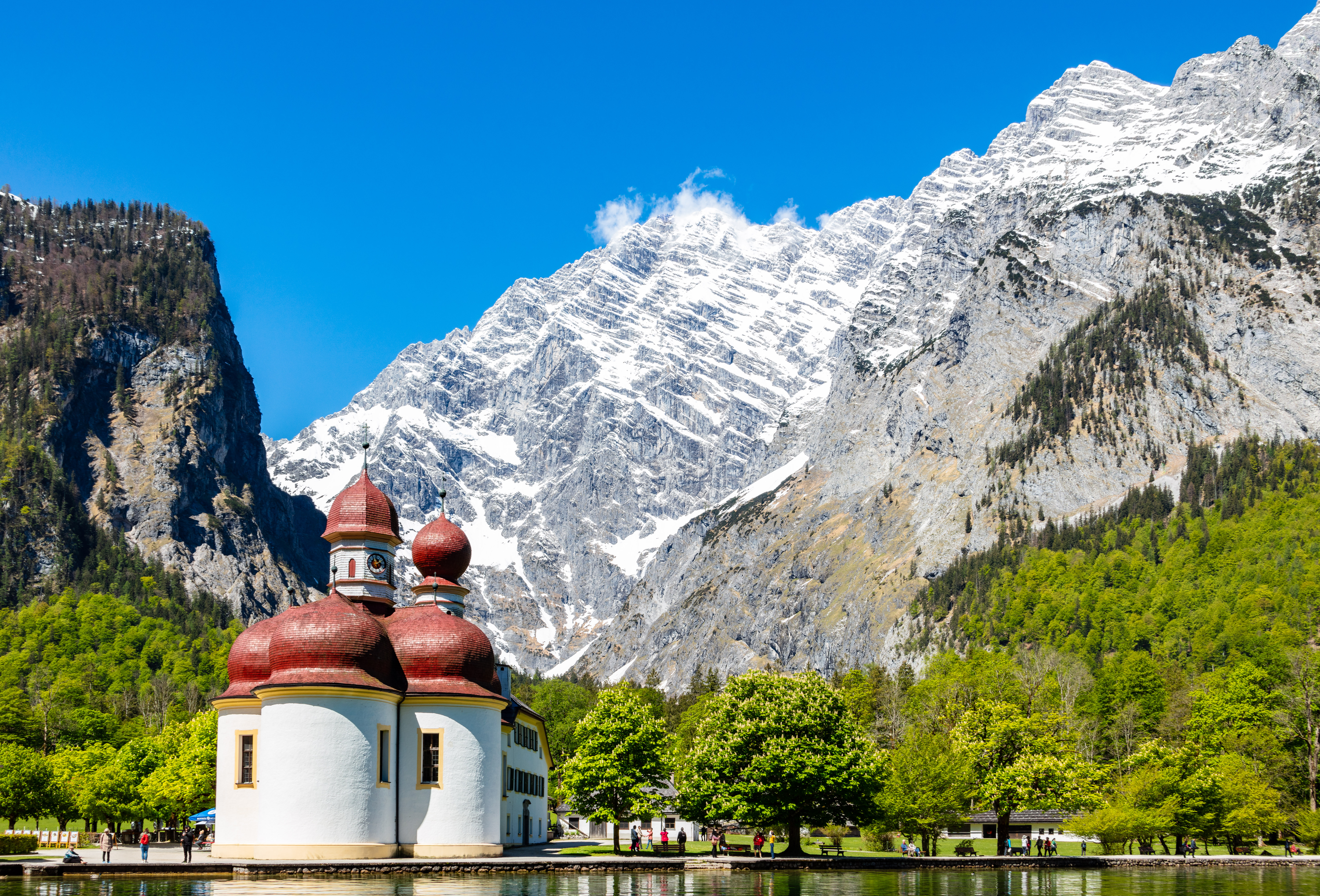
San Bartolomé y la pared este del Watzmann.
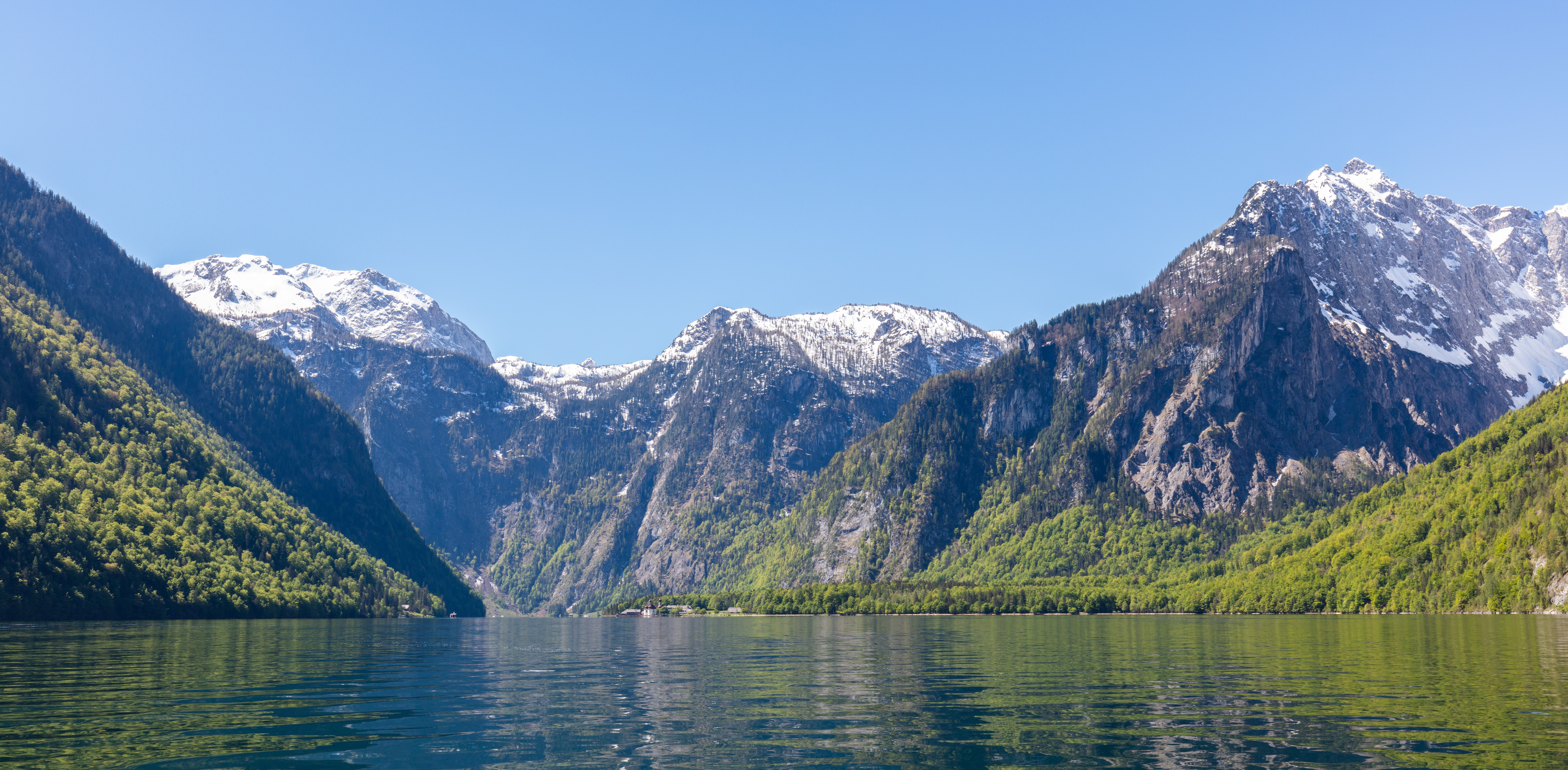
Vista interior del lago.
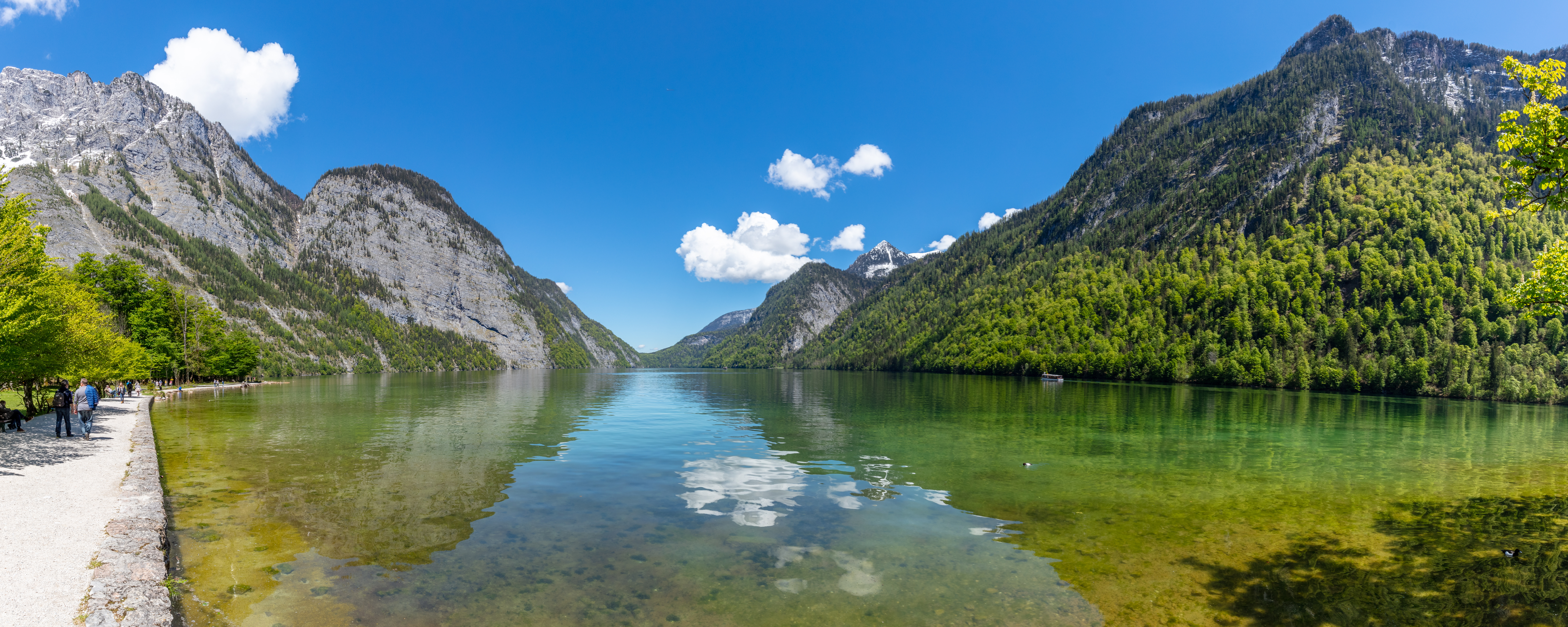
El lago del Rey visto desde San Bartolomé.
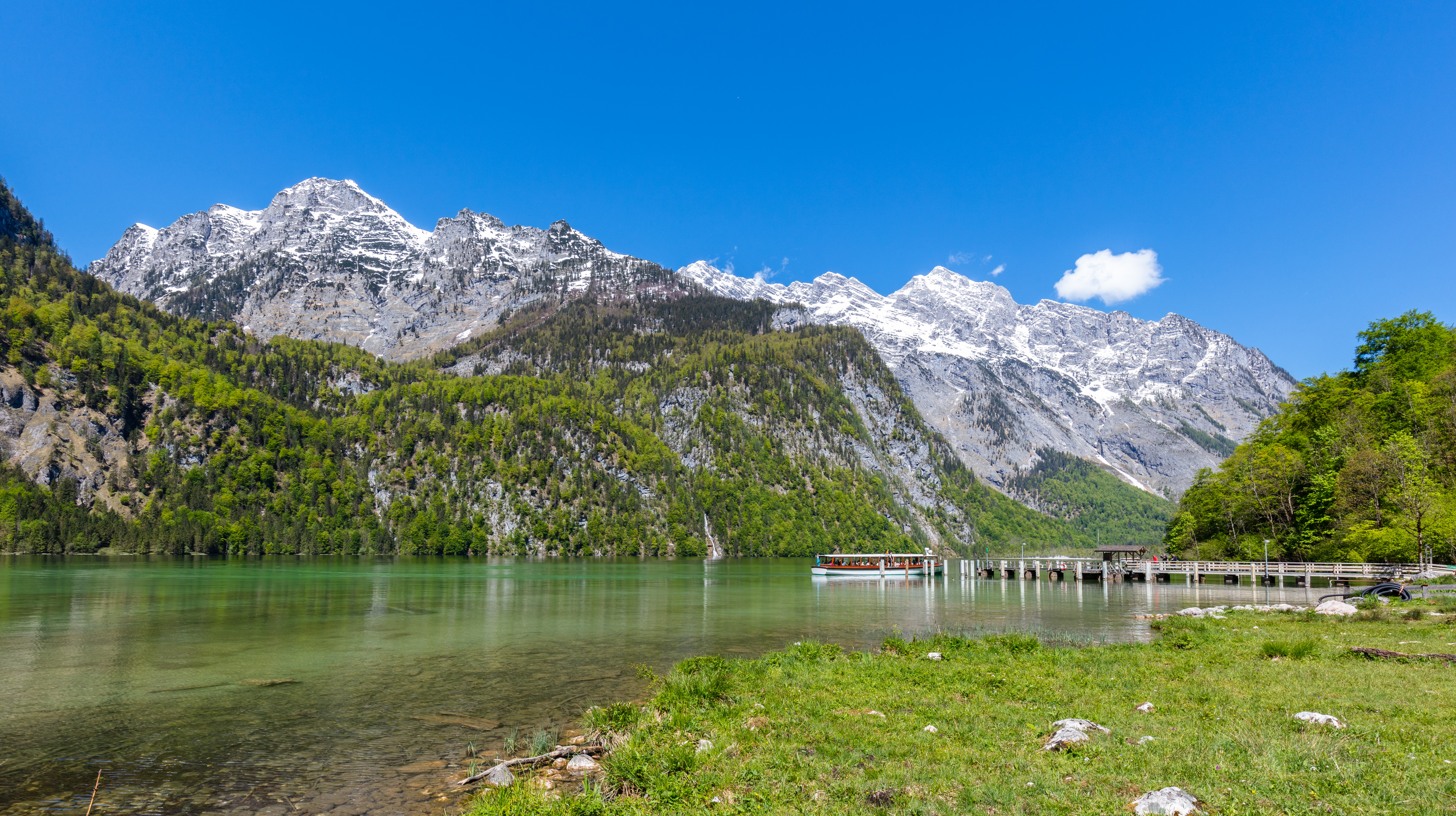
Vista de uno de los muelles del lago.
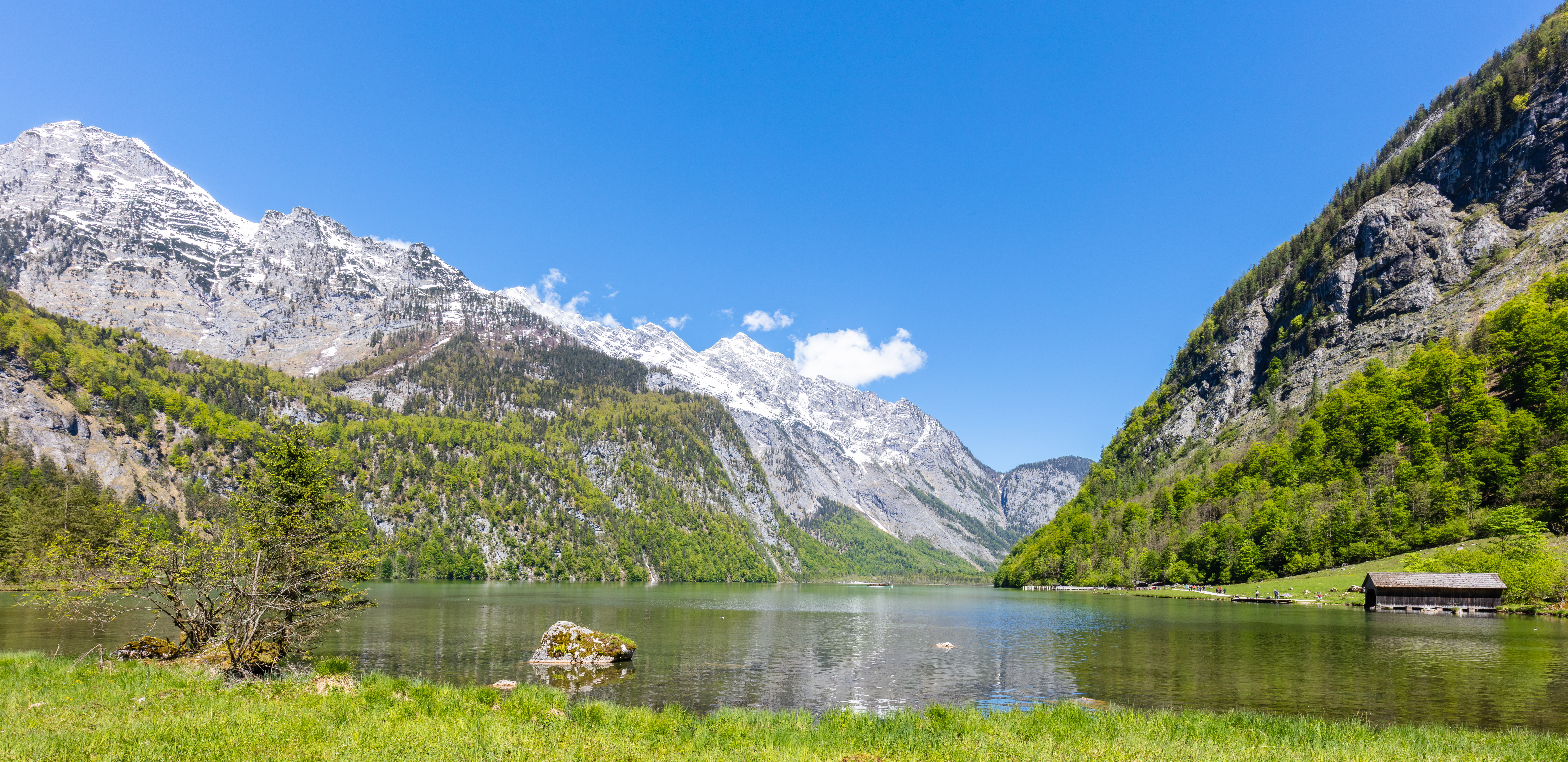
Vista general.